# Maira aenea
Maira aenea är en tvåvingeart som först beskrevs av Fabricius 1805.  Maira aenea ingår i släktet Maira och familjen rovflugor. Inga underarter finns listade i Catalogue of Life.